# Andrew Hardie, Baron Hardie

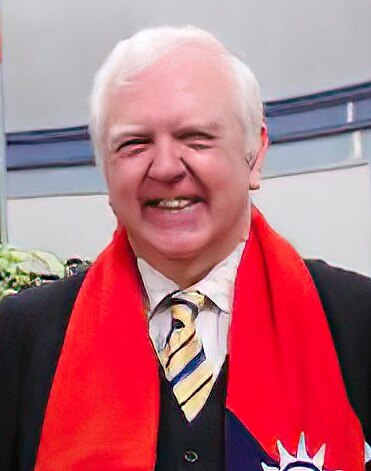
Andrew Hardie, Baron Hardie, 2010

Andrew Rutherford Hardie, Baron Hardie, PC, QC (* 8. Januar 1946 in Alloa) ist ein britischer Richter des Supreme Courts of Scotland und früherer Lord Advocate, der ranghöchste Law Officer des Vereinigten Königreiches. Er leitete das Strafverfolgungsteam bei der Vorbereitung des ursprünglichen Lockerbie-Prozesses, trat aber als Lord Advocate kurz vor Abschluss des Verfahrens 2000 zurück. Er ist Mitglied der Labour Party.

## Leben und Karriere

### Frühes Leben
Andrew Hardie wurde in Alloa geboren. Er besuchte die St Modan's High School in Stirling und die University of Edinburgh, wo er einen schottischen Master of Arts sowie einen Bachelor of Laws erhielt.
1971 wurde er als Anwalt und 1973 von der Faculty of Advocates zugelassen. Von 1979 bis 1983 war er als Advocate Depute tätig und wurde 1985 zum Kronanwalt ernannt.
Von 1983 bis 1985 war er Standing Junior Counsel der City of Edinburgh sowie von 1987 bis 1997 Senior Counsel. Er war ab 1989 Schatzmeister (Treasurer) der Faculty of Advocates, bis er zum Dean gewählt wurde. Dieses Amt hielt er von 1994 bis 1997. Von 1991 bis 1994 war er in Teilzeit Vorsitzender (Chairman) des Medical Appeals Tribunal.
Von 1994 bis 1996 war Hardie Convener von Children in Scotland. Er war Ehrenpräsident (Honorary President) von der Muir Society von 1994 bis 2000. 1997 wurde er Honorary Bencher bei der Anwaltskammer Lincoln’s Inn.

### Lord Advocate und Mitgliedschaft im House of Lords
Nach dem Wahlsieg der Labour Party bei der Unterhauswahl 1997 wurde Hardie zum Lord Advocate (bis 2000) und zum Life Peer als Baron Hardie, of Blackford in the City of Edinburgh ernannt. Außerdem wurde er Mitglied des Privy Council.
Seine Antrittsrede im House of Lords hielt er am 10. Juni 1997.
Am 22. Oktober 2011 sprach er den Eid, zuvor hatte er sich am 20. Januar 2000 zu Wort gemeldet. Zuletzt nahm er am 9. Juli 2009 an einer Abstimmung teil.
Zusätzlich zu seinen Pflichten als Staatsanwalt spielte er eine aktive Rolle im House of Lords. Dort war er Regierungssprecher während der Verabschiedung des Scotland Act 1998. Unter dessen Bedingungen wurde der Lord Advocate Mitglied der neuen schottischen Exekutive, seine Pflichten der britischen Regierung gegenüber gingen an das neu geschaffene Amt des Advocate General for Scotland über. Das erste schottische Parlament wurde 1999 gewählt, zu dieser Zeit wurde Hardie Mitglied der schottischen Exekutive.
Als seine politischen Interessen gibt er auf der Webseite des Oberhauses Kinderbetreuung und Menschenrechte von jugendlichen Häftlingen an. Als Staaten von Interesse nennt er die Volksrepublik China, Indien, Saudi-Arabien und die Vereinigten Arabischen Emirate.
Er war zu Beginn regelmäßig, ab 2001 vereinzelt an Sitzungstagen anwesend. Seit 2009 ist er als hohes Mitglied der Justiz von der Beteiligung ausgeschlossen.

## Lockerbie-Verfahren
Am Mittwoch, dem 21. Dezember 1988 explodierte die Pan Am Flight 103 von London nach New York über der schottischen Stadt Lockerbie, wobei zweihundertsiebzig Menschen ums Leben kamen. 1991 wurden zwei libysche Männer dafür angeklagt, aber ihr Verfahren begann erst im Mai 2000. Das Verfahren selbst wurde in einer speziellen Sitzung des High Court of Justiciary abgehalten, als Scottish Court in den Niederlanden, im Camp Zeist, einer früheren US Air-Force-Basis in Utrecht in den Niederlanden.
Hardie übernahm als Lord Advocate die Vorbereitungen für das Verfahren. Es war beabsichtigt, dass er das Strafverfolgungsteam leiten solle, er trat aber im März 2000 als Lord Advocate zurück, zwei Monate vor dem geplanten Beginn des Verfahrens und musste sich gegen Anschuldigungen verteidigen, die Familien der Opfer im Stich gelassen zu haben. Sein Nachfolger wurde der Solicitor General for Scotland Colin Boyd, Baron Boyd of Duncansby.

## The Bench
Hardie wurde im März 2000 zum Richter des Court of Session und des High Court of Justiciary ernannt.
2008 ergab eine Begutachtung seiner juristischen Leistungen, dass er als „Schottlands schlechtester Richter“ beschrieben wurde. Die Statistik zeigte, dass vierundachtzig von ihm verhängte Urteile nach der Berufung widerrufen wurden, alle ausgesprochenen Strafen wurden reduziert, während zwei Verurteilungen erfolgreich kassiert wurden. Beide Urteile betrafen jedoch einen einzelnen Fall, in welchem festgestellt wurde, Hardie habe das Gericht über eine Rechtsfrage irregeführt.
Hardie wurde 2010 zum Mitglied des Inner House beim Court of Session ernannt und ist dadurch als amtierender Richter am Supreme Court of the United Kingdom unter Sektion 38 des Constitutional Reform Act 2005 tätig zu sein.

## Familie
Er ist verheiratet und hat drei Kinder.